# 阿尔泽内
阿尔泽内（義大利語：Arzene），是意大利波代诺内省的一个市镇。总面积12.06平方公里，人口1795人，人口密度148.8人/平方公里（2009年）。ISTAT代码为093003。